# Reynaldo Vera
Reynaldo Vera González-Quevedo (* 7. Januar 1961 in Unión de Reyes) ist ein kubanischer Schachmeister, -autor und -trainer.

## Leben
Vera erlernte 1970 das Schachspiel und nahm bereits 1975 an der nationalen Jugendmeisterschaft Kubas teil, bei der er Dritter wurde. Ein Jahr darauf wurde er nach Stichkampf Zweiter. 1979 gewann Vera die Meisterschaft und wurde Internationaler Meister, 1988 verlieh ihm die FIDE schließlich den Großmeistertitel. In den Jahren 1997 und 2001 gewann Vera die Landesmeisterschaft Kubas.
Vera ist zurzeit hauptamtlich Trainer der kubanischen Nationalmannschaft. Seit 2007 trägt er den Titel FIDE Senior Trainer. 

## Mannschaftsschach
Vera nahm mit Kuba an den Schacholympiaden 1980, 1984, 1986, 1988, 1990, 1994, 1996, 1998, 2000 und 2002 teil, wobei ihm 1998 in Elista für sein Ergebnis von 7 Punkten aus 9 Partien am dritten Brett die Goldmedaille für das beste Individualergebnis verliehen wurde. Außerdem vertrat er Kuba bei den Mannschaftsweltmeisterschaften 1989, 1993, 1997 und 2001 und gewann die panamerikanischen Mannschaftsmeisterschaften 1987, 1991, 1995 und 2000.
In der spanischen Mannschaftsmeisterschaft spielte er 2002 für CA Cofimán Mancha Real, 2009 und 2011 für CCA CajaCanarias Santa Cruz.

## Werke
- Chess Explained: The Meran Semi-Slav. Gambit Publications. London 2007, ISBN 1-904600-81-6